# 403563 Ledbetter
403563 Ledbetter este o planetă minoră (asteroid), cu un diametru de 2,533 km, din centura de asteroizi. A fost descoperită pe 13 iunie 2010 la Wide-field Infrared Survey Explorer⁠(d) de Wide-field Infrared Survey Explorer⁠(d) și a fost numită după Lilly Ledbetter⁠(d). 
Obiectul prezintă o orbită caracterizată de o semiaxă mare de 2,68399838974 UAi, o excentricitate de 0,03, o înclinație de 4,5 ° în raport cu ecliptica.